# Raze's Hell
『Raze's Hell』（レイズ’ス・ヘル）とは2005年4月21日にArtech Studiosが開発し、北米と欧州にてXboxで発売されたTPSの3Dアクションゲーム（なお日本未発売だが、リージョンフリーなので日本のXboxでもプレイ可能である）。2008年12月15日には北米のXbox 360のXboxクラシックスにてダウンロード配信もされた。
登場する敵のキャラクター達は主にキュートで可愛い擬人化・デフォルメされているが、内容は出血シーンや暴力的で残酷なシーンなどグロテスクな表現があるなど、可愛いキャラクターとは対照的にブラックユーモアの効いたギャップのあるゲームとなっている。その為、成年向けのレーティングが適用されており、ESRBによるレイティングではMとなっている。ステージとなる舞台は、メルヘンチックでカラフルでシュールな世界になっている。
プレイヤーである主人公は外見は可愛くなく獣のような醜い姿をしたダークヒーローのレイズ（Raze）という名のキャラクターを操る。彼は右腕に着けたブレードや回転移動及び回転攻撃などで、血まみれにして可愛らしい姿をした敵を殺し、死んだ敵の死体に一撃加えると肉片の心臓が飛び散るので、敵の心臓を吸い取って体力回復にしたりも出来る。メイン武器はリッパーと言う銃器に当たる武器を使用する。その他にスパイカーや、ロケットランチャーのようなブラスターやスナイパーライフルのような役割のドリラー、散弾銃のようなマッシャー、リモコン爆弾のようなシーカーなど様々な武器を使う。また敵に見つからないように敵の背後に忍び込んでブレードで接近攻撃したり、ステルス的な攻撃も出来る。
ゲームモードはストーリーを進めて行くシングルプレイのキャンペーンモードの他にも、4つのミニゲームや、2人同時プレイが可能な6つのマルチモードもある。

## ストーリー
ある惑星にはキュートで可愛らしく、全てにおいて可愛い生活スタイルと可愛い文化を築く、キューレット（Kewletts）達が、高い塀で囲まれたメルヘンチックなキュートピア（Kewtopia）と呼ばれる王国都市を何世紀にも渡って、外界から隔離して暮らしていた。そのためキューレット達は、キュートピア以外がどういう世界で、どんな種族・生き物がいるのか知らない。キュートピアを支配する王女プリンセス（The Princess）は、キュートピア以外の世界にも進出し、他の種族にも自分達の可愛いらしい生活スタイルと文化を広めようと国境を越え、植民地化の進出をしようとした。そこで、キューレット達は可愛くなく、獣のような醜い外見の姿をした、原始的な種族が住む村を発見する。可愛くなく、醜い姿をした種族がいる事を知ったキュートピアのプリンセスは、世界をキュートで可愛い世界に変えたいという彼女の歪んだ押付けの理想郷実現の為、可愛くないこの種族の排除を命じた。彼らは武器を持たない温厚で平和的な種族な為、重火器の武器で武装したキューレット達により大勢虐殺される。虐殺現場から生き逃れた主人公のレイズ（Raze）はシルヴ（Slivh）という名の悪魔のような姿をした生きものと遭遇し、レイズはシルヴとの契約による導きで神秘的な力を手に入れた。そして自分の種族の村民を虐殺したキューレット達に対して復讐をし、奪われた惑星を取り戻す為、1人でキュートピアに立ち向かう。